# Noah Fleiss
Noah Fleiss (White Plains (New York), 16 april 1984) is een Amerikaans acteur.

## Carrière
Fleiss begon in 1990 als jeugdacteur met acteren in de televisieserie The Baby-Sitters Club, waarna hij nog meerdere rollen speelde in televisieseries en films.

## Young Artist Award
- 2000 in de categorie Beste Optreden door een Jeugdige Acteur in een Film met de film Joe the King – genomineerd.
- 1997 in de categorie Beste Optreden door een Jeugdige Acteur in een Film met de film Chasing the Dragon – genomineerd.
- 1996 in de categorie Beste Optreden door een Jeugdige Acteur in een Film met de film A Mother's Prayer – genomineerd.

## Filmografie

### Films
Uitgezonderd korte films.
- 2018 Patient 001 - als Eddie
- 2016 The Last Film Festival - als Stoner
- 2015 No Letting Go - als Sasha
- 2012 Dead Souls - als Mack
- 2011 11:11 - als Derek
- 2010 Consent - als Ryan
- 2010 Beware the Gonzo - als Ryan
- 2009 Taking Chance - als legersergeant
- 2008 Capers - als Eric
- 2008 Red Canyon - als Harley
- 2007 The Speed of Life - als Vincent
- 2007 Mother's Day Massacre - als Bobby
- 2006 Off the Black - als Todd Hunter
- 2006 Hard Luck - als Sol Rosenbaum
- 2005 Brick - als Tugger
- 2004 Evergreen - als Chat
- 2003 Bringing Rain - als Marcus Swords
- 2002 The Laramie Project - als Shannon Shingleton
- 2001 Storytelling - als Brady Livingston
- 2000 The Truth About Jane - als Ned
- 2000 Double Parked - als Bret
- 2000 Things You Can Tell Just by Looking at Her - als Jay
- 1999 Joe the King - als Joe Henry
- 1998 An Unexpected Life - als Matt Whitney
- 1997 Bad Day on the Block - als Zach Braverton
- 1996 An Unexpected Family - als Matt Whitney
- 1996 Chasing the Dragon - als Sean Kessler
- 1995 Past the Bleachers - als Charlie
- 1995 A Mother's Prayer - als T.J. Holmstrom
- 1995 Roommates - als Michael (5 jaar oud)
- 1993 Josh and S.A.M. - als Sam

### Computerspellen
- 2015 Until Dawn - als Christopher